# Bégard
Bégard (bretonsko Bear) je naselje in občina v francoskem departmaju Côtes-d'Armor regije Bretanje. Leta 2007 je naselje imelo 4.562 prebivalcev.

## Geografija
Kraj leži v bretonski pokrajini Trégor 16 km severozahodno od Guingampa.

## Uprava
Bégard je sedež istoimenskega kantona, v katerega so poleg njegove vključene še občine Kermoroc'h, Landebaëron, Pédernec, Saint-Laurent, Squiffiec in Trégonneau z 8.044 prebivalci.
Kanton Bégard je sestavni del okrožja Guingamp.

## Zanimivosti
- nekdanja cistercijanska opatija, ustanovljena leta 1130, ukinjena med francosko revolucijo, kasneje sredi 19. stoletja s strani Centre hospitalier spécialisé du Bon Sauveur iz Caena obnovljena in preoblikovana v bolnišnico.

## Pobratena mesta
- St Asaph / Llanelwy (Wales, Združeno kraljestvo);